# Sandglass
Sandglass (hangul: 모래시계; rr: Moraesigye) é uma telenovela sul-coreana exibida pela SBS de 10 de janeiro a 16 de fevereiro de 1995, estrelada por Choi Min-soo, Park Sang-won e Go Hyun-jung.

## Enredo
Park Tae-soo, forte e fiel, é criado para se tornar um gangster, enquanto o inteligente Kang Woo-suk, um homem de valores firmes, para atuar como promotor. Yoon Hye-rin, a linda e animada filha do rico dono do cassino, freqüenta a universidade com Woo-suk: quando o último apresenta sua amiga Tae-soo, os dois se apaixonam.

## Elenco
- Choi Min-soo como Park Tae-soo
- Park Sang-won como Kang Woo-suk
- Go Hyun-jung como Yoon Hye-rin
- Lee Jung-jae como Baek Jae-hee
- Park Geun-hyung como presidente Yoon, pai de Hye-rin
- Jung Sung-mo como Lee Jong-do
- Jo Min-su como esposa de Woo-suk
- Lee Seung-yeon como repórter Shin
- Kim Jong-gyul como advogado Min
- Jo Kyung-hwan
- Kim Byung-ki como Kang Dong-hwan
- Jo Hyung-ki
- Kim In-moon como pai de Tae-soo
- Jang Hang-sun
- Kim Young-ae como mãe de Tae-soo
- Im Hyun-sik como procurador assistente
- Kim Jung-hyun
- Hong Kyung-in
- Lee Hee-do
- Maeng Sang-hoon
- Lee Doo-il
- Park Young-ji
- Son Hyun-joo
- Jung Myung-hwan
- Kim Jung-hak
- Han Kyung-sun
- Choi Jae-ho
- Kim Myung-gook
- Do Yong-gook
- Park Sang-jo

## Classificações
Na tabela abaixo, os números azuis representam as audiências mais baixas e os números vermelhos representam as audiências mais elevadas.
| Episódio | Em todo país | Região Metropolitana de Seul |
| -------- | ------------ | ---------------------------- |
| 1        | 30.7%        | 29.8%                        |
| 2        | 32.5%        | 34.1%                        |
| 3        | 36.6%        | 35.9%                        |
| 4        | 37.8%        | 36.9%                        |
| 5        | 40.3%        | 40.1%                        |
| 6        | 41.5%        | 41.7%                        |
| 7        | 43.2%        | 43.3%                        |
| 8        | 43.8%        | 43.9%                        |
| 9        | 44.1%        | 44.0%                        |
| 10       | 45.9%        | 46.5%                        |
| 11       | 47.0%        | 47.9%                        |
| 12       | 48.3%        | 48.7%                        |
| 13       | 48.5%        | 48.9%                        |
| 14       | 56.6%        | 55.7%                        |
| 15       | 59.1%        | 59.6%                        |
| 16       | 60.0%        | 60.3%                        |
| 17       | 60.1%        | 60.2%                        |
| 18       | 60.2%        | 60.1%                        |
| 19       | 60.3%        | 61.6%                        |
| 20       | 60.6%        | 64.1%                        |
| 21       | 63.4%        | 64.7%                        |
| 22       | 63.3%        | 64.4%                        |
| 23       | 63.9%        | 62.1%                        |
| 24       | 64.5%        | 64.3%                        |
| Média    | 50.5%        | 50.8%                        |

## Reprises
Como homenagem ao falecido diretor Kim Jong-hak (falecido em 23 de julho de 2013), o SBS Plus exibiu reprises de Sandglass de 29 de julho a 15 de agosto de 2013 às 20:40 toda segunda, terça, quarta e quinta, com dois episódios consecutivos por noite. Foi exatamente assim que o programa foi transmitido originalmente em 1995.